# Edna Marion

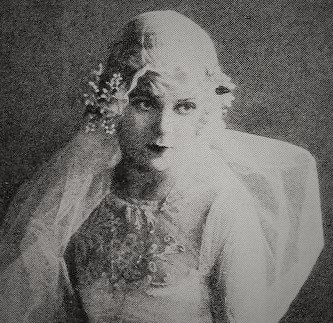
Edna Marion

Edna Marion, auch bekannt als Edna Marian (geb. Hannam; * 12. Dezember 1906 in Chicago; † 2. Dezember 1957 in Hollywood), war eine US-amerikanische Stummfilmschauspielerin. Sie trat in einer Reihe von Hal-Roach-Kurzkomödien auf. Ihre Sterbeurkunde besagt, dass sie Hausfrau war, als sie in Los Angeles an einer Lungenentzündung starb. Sie ist auf dem Holy Cross Cementary in Los Angeles, Kalifornien begraben.
Sie war mit William E. Paxson und nach der Scheidung bis zu ihrem Tod mit Harold Naisbitt verheiratet.

## Filmografie
- 1925: Mit Lasso und Peitsche als Peggy
- 1926: The Mad Racer (Kurzfilm)
- 1926: The Still Alarm als Drina Fay
- 1927: For Ladies Only als Gertie Long
- 1927: Laurel und Hardy: Sugar Daddies als Tochter (Kurzfilm)
- 1927: Now I’ll Tell One als Ehefrau
- 1928: Flying Elephants als Cavewoman (Kurzfilm)
- 1928: Laurel und Hardy: Von der Suppe zum Dessert als Maid (Kurzfilm)
- 1928: Barnum & Ringling, Inc. als Maid (Kurzfilm)
- 1928: Laurel und Hardy: Should Married Men Go Home? als Blonde Freundin (Kurzfilm)
- 1928: Sinner’s Parade als Connie Adams
- 1929: Skinner Steps Out als Ehefrau des Nachbarn
- 1930: Romance of the West als Mary Winters
- 1930: Today als Gloria Vernon
- 1931: Marriage Rows (Kurzfilm)
- 1932: Murders in the Rue Morgue als  Mignette (letzte Filmrolle)